# فهرست جنجال‌های سیا
لیست ذیل فهرست مناقشات مربوط به سازمان اطلاعات مرکزی (سیا). در طول تاریخ خود، سیاموضوع مناقشات متعددی در داخل و خارج از کشور بوده‌است.
کتاب میراث خاکستر تاریخچه سیا نوشته تیم وینر سیا را به اقدامات مخفیانه و نقض حقوق بشر متهم می‌کند. جفری تی ریچلسون از آرشیو امنیت ملی از ادعاهای آن انتقاد کرده‌است. دیوید وایز، کارشناس اطلاعاتی، وینر را به خاطر نشان دادن آلن دالس به عنوان «یک پیرمرد مضطرب» به جای «جاسوس حرفه ای زیرک» که او می‌شناخت و به خاطر امتناع از «اعتراف به اینکه رهبران آژانس ممکن است با انگیزه‌های میهن پرستانه عمل کرده باشند یا اینکه سیا تا به حال کاری انجام داده‌اند» مقصر دانست. درست است، اما نتیجه‌گیری کرد: «میراث خاکستر هم به عنوان روزنامه‌نگاری و هم در تاریخ موفق است، و برای هر کسی که از جنگ جهانی دوم به سیا یا اطلاعات آمریکا علاقه‌مند است باید آن را بخواند». خود سیا به ادعاهای مطرح شده در کتاب واینر پاسخ داده و آن را به عنوان «یک مقاله ۶۰۰ صفحه ای که به عنوان تاریخ جدی به تصویر کشیده شده‌است» توصیف کرده‌است.

## استراق سمع داخلی
در سال۱۹۶۹، در اوج جنبش ضد جنگ در ایالات متحده، هلمز رئیس سیا پیامی از هنری کیسینجر دریافت کرد که به او دستور می‌داد از رهبران گروه‌هایی که درخواست تعلیق ویتنام را داشتند جاسوسی کند.از سال۱۹۶۲، سه رئیس‌جمهور متوالی به مدیر اطلاعات مرکزی دستور داده بودند که از آمریکایی‌ها جاسوسی کند

## اجرای فوق‌العاده
اجرای فوق‌العاده دستگیری و انتقال غیرقانونی شخص ازکشوری به کشور دیگر است.
اصطلاح «شکنجه توسط نیابت» توسط برخی از منتقدان برای توصیف موقعیت‌هایی استفاده می‌شود که در آن سیاو دیگر آژانس‌های ایالات متحده، تروریست‌های مظنون را به کشورهایی که به استفاده از شکنجه معروف هستند،منتقل کرده‌اند. امکان شکنجه را فراهم کند یا نه با این حال، ادعا شده‌است که شکنجه با آگاهی یا رضایت آژانس‌های ایالات متحده انجام شده‌است (انتقال هر کسی به هر نقطه به منظور شکنجه نقض قوانین ایالات متحده است)، اگرچه کاندولیزا رایس (وزیر وقت ایالات متحده آمریکا) ایالت) بیان کرد که:
ایالات متحده کسی را به کشوری منتقل نکرده و نخواهد برد، در حالی که ما معتقدیم او شکنجه خواهد شد. در صورت لزوم، ایالات متحده به دنبال تضمین عدم شکنجه افراد منتقل شده‌است.
در حالی که دولت اوباما سعی کرده‌است خود را از برخی از خشن‌ترین تکنیک‌های ضد تروریسم دور کند، همچنین گفته‌است که حداقل برخی از اشکال بازپرداخت ادامه خواهد یافت.زمانی که تضمین دیپلماتیک وجود داشته باشد که «با آنها رفتار غیرانسانی نخواهد شد»، دولت همچنان «به کشوری که صلاحیت قضایی آن فرد را دارد» (برای پیگرد قانونی آن فرد) اجازه می‌دهد.
برنامه ایالات متحده همچنین چندین تحقیق رسمی را در اروپا در مورد بازداشت‌های محرمانه و نقل و انتقالات غیرقانونی بین ایالتی شامل کشورهای عضو شورای اروپا انجام داده‌است. در گزارش ژوئن۲۰۰۶ شورای اروپا تخمین زده شد که ۱۰۰نفر توسط سیا در قلمرو اتحادیه اروپا (با همکاری اعضای شورای اروپا) ربوده شده بودند و اغلب پس از عبور از مراکز بازداشت مخفی ("مکان‌های سیاه") به کشورهای دیگر تحویل داده شدند."مورد استفاده سیا، برخی از آنها در اروپا قرار دارند. بر اساس گزارش جداگانه پارلمان اروپا در فوریه ۲۰۰۷، سیا۱۲۴۵ پرواز انجام داده‌است که بسیاری از آنها به مقصدهایی که مظنونان ممکن است با شکنجه روبرو شوند، نقض ماده۳ کنوانسیون سازمان ملل متحد علیه شکنجه است.
پس از حملات ۱۱ سپتامبر، ایالات متحده، به ویژه سیا، متهم شده‌است که صدها نفر را که از سوی دولت مظنون به تروریست بودن یا کمک به سازمان‌های تروریستی هستند به کشورهای ثالث مانند مصر، اردن، مراکش تحویل داده‌است. و ازبکستان. چنین «بازداشت شدگان ارواح» خارج از نظارت قضایی نگهداری می‌شوند، اغلب بدون اینکه وارد خاک ایالات متحده شوند، و ممکن است در نهایت به ایالات متحده واگذار شوند یا نشوند.
در ۴ اکتبر۲۰۰۱، توافقی محرمانه در بروکسل توسط همه اعضای ناتو انجام شد. لرد جورج رابرتسون، وزیر دفاع بریتانیا و بعداً دبیرکل ناتو، بعداً توضیح داد که اعضای ناتو موافقت می‌کنند که «مجازات پروازی کامل برای هواپیماهای ایالات متحده و سایر متحدانش برای پروازهای نظامی مرتبط با عملیات علیه تروریسم فراهم کنند».

## شکست‌های امنیتی

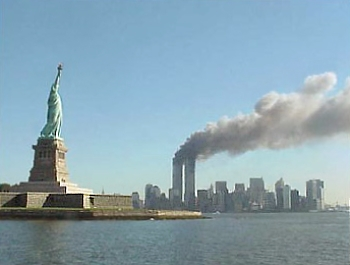
منتقدان تأکید می‌کنند که کمک مالی به مجاهدین افغان (عملیات طوفان) در ایجاد حملات ۱۱ سپتامبر نقش داشته‌است.

در ۳۰ دسامبر ۲۰۰۹، یک حمله انتحاری در حمله به پایگاه عملیاتی چپمن در ولایت خوست، افغانستان رخ داد. در این حمله هفت افسر سیا از جمله رئیس این پایگاه کشته و شش تن دیگر به شدت مجروح شدند.

## شکست‌های ضد جاسوسی
شاید مخل‌کننده‌ترین حادثه مربوط به ضد جاسوسی، جست‌وجوی جیمز عیسی آنگلتون برای یافتن یک خال بود، که بر اساس اظهارات آناتولی گولیتسین، فراری شوروی، بود. دومین فراری، یوری نوسنکو، ادعاهای گولیتسین را به چالش کشید و آن دو یکدیگر را مأمور دوگانه شوروی خطاب کردند. بسیاری از افسران سیا مورد سوء ظن پایان کار قرار گرفتند. جزئیات حقایق نسبی و نادرست‌های نوسنکو و گولیتسین ممکن است هرگز منتشر نشود یا در واقع به‌طور کامل درک نشود. این اتهامات همچنین از اقیانوس اطلس به سرویس‌های اطلاعاتی بریتانیا رسید، که آنها نیز توسط شلیک خال آسیب دیدند.
ادوارد لی هوارد، دیوید هنری بارنت، هر دو افسر عملیات میدانی اسرار را به روسیه فروختند. ویلیام کامپیلس، یک کارگر سطح پایین در مرکز عملیات ۲۴ ساعته سیا، یک کتابچه راهنمای عملیاتی دقیق برای ماهواره شناسایی کی اچ-۱۱ را به شوروی فروخت.

## نگرانی‌های حقوق بشر

شرکت کنندگان عملیات کندور سبز: اعضای فعال آبی: همکار (ایالات متحده آمریکا).

سیا درمواقعی به دلیل استفاده از شکنجه، تأمین مالی و آموزش گروه‌ها و سازمان‌هایی که بعداً درکشتار غیرنظامیان و سایر غیرنظامیان شرکت می‌کنند و در سرنگونی دولت‌های منتخب دموکراتیک، آزمایش‌های انسانی و تلاش می‌کنند یا موفق می‌شوند، زیر سؤال رفته‌است. قتل‌ها و ترورهای هدفمند سیا همچنین به فقدان کنترل‌های مالی و افشاگران متهم شده‌است که منجر به اتلاف و کلاهبرداری شده‌است.
در طول سال ریاست بوش بر سیا، دستگاه امنیت ملی ایالات متحده فعالانه از عملیات کندور و دیکتاتوری‌های نظامی دست راستی در آمریکای لاتین حمایت کرد. به گفته جان دینگز، نویسنده کتاب تبهکار مخوف، اسناد منتشر شده در سال۲۰۱۵ گزارش سیا مورخ ۲۸ آوریل۱۹۷۸ را فاش کرد که نشان می‌داد آژانس تا آن زمان می‌دانست که دیکتاتور شیلی، آگوستو پینوشه، دستور قتل را صادر کرده‌است. اورلاندو لتلیر، یک مخالف سیاسی برجسته که در تبعید در ایالات متحده زندگی می‌کند.
مؤسسه پزشکی به عنوان یک حرفه و سازمان غیرانتفاعی بنیادهای جامعه باز، سوابق عمومی را در حرفه‌های پزشکی بررسی کردند که مدعی همدستی در سوء استفاده از زندانیان مظنون به تروریسم بودند که در سال‌های پس از ۱۱ سپتامبر در بازداشتگاه ایالات متحده بودند.این گزارش‌ها نشان می‌دهد که متخصصان بهداشت "به بازجویی‌های بی‌رحمانه و تحقیرآمیز کمک می‌کنند؛ به ابداع و اجرای شیوه‌های طراحی شده برای به حداکثر رساندن سرگیجه و اضطراب کمک می‌کنند تا زندانیان را برای بازجویی انعطاف‌پذیرتر کنند؛ و در به کارگیری روش‌های بسیار دردناک برای تغذیه اجباری افراد توانمند ذهنی شرکت می‌کنند. زندانیانی که دست به اعتصاب غذا می‌زنند» چندان تعجب آور نیست.گاهی اوقات از متخصصان پزشکی در سایت‌های سیاه‌پوست برای نظارت بر سلامت زندانیان استفاده می‌شد. اینکه آیا پزشکان مجبور شدند یا نه، یک سؤال باز است.
از دیگر موضوعات حقوق بشری که بحث‌برانگیز است می‌توان به پرونده ادوارد اسنودن اشاره کرد.با این حال، اهمیت حقوق بشر در این مورد نمی‌گنجد که آیا اسنودن محاکمه عادلانه خود را دریافت کرد یا خیر. در عوض، حقوق بشر مرتبط با افشای اطلاعات اسنودن در مورد انواع اسناد منتشر شده اسنودن است. اسنودن اطلاعات قابل توجهی در مورد برنامه نظارتی دولت ایالات متحده از شهروندانشبه واشینگتن پست و همچنین خبرنگاران خارجی منتشر کرد.
به ویژه، «بین یا حدود ۵ ژوئن۲۰۱۳ تا ۹ ژوئن۲۰۱۳، اطلاعات طبقه‌بندی شده در اینترنت و به صورت چاپی توسط چندین روزنامه از جمله واشینگتن پست و گاردین منتشر شد. مقاله‌ها و پست‌های اینترنتی واشینگتن پست و گاردین شامل اسناد طبقه‌بندی‌شده‌ای بود که با علامت فوق‌العاده محرمانه مشخص شدند.واشینگتن پست و گاردین بعداً فاش کردند که اسنودن منبع اصلی اطلاعات طبقه‌بندی شده در تاریخ ۹ ژوئن۲۰۱۳ یا در مورد آن بود، در یک مصاحبه ویدیویی با گاردین، اعتراف کرد که او فردی بوده که به‌طور غیرقانونی این اسناد را در اختیار خبرنگاران قرار داده‌است. شواهد نشان می‌دهد که اسنودن به اسناد طبقه‌بندی شده مورد نظر دسترسی داشته‌است. به آن اسناد دسترسی پیدا کرد. و متعاقباً آن اسناد را بدون مجوز و برخلاف قوانین ایالات متحده در اختیار رسانه هاقرار داد.»

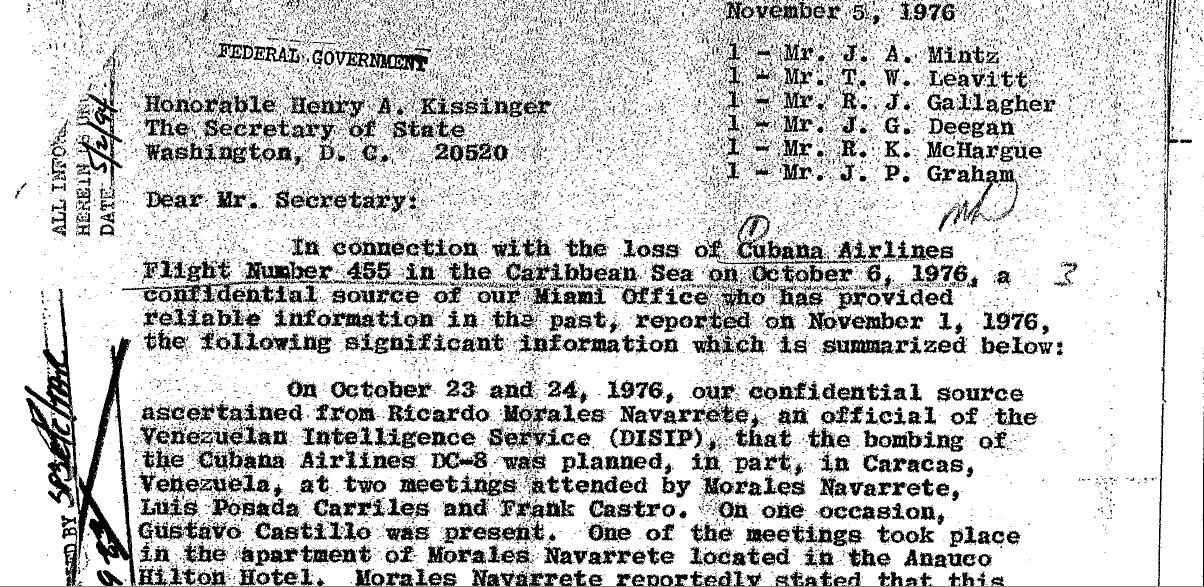
گزارش از طبقه‌بندی اف‌بی‌آی که می‌گوید: «منبع محرمانه ما مطمئن شد (...) که بمباران خطوط هوایی کوبانا DC-8، تا حدی در کاراکاس، ونزوئلا، در دو جلسه با حضور مورالس ناوارته، لوئیس پوسادا کاریلز و فرانک برنامه‌ریزی شده بود. کاسترو».

علاوه بر این، افشای اسناد شامل بسیاری از سطوح فعالیت‌های نظارت الکترونیکی آژانس امنیت ملی (NSA) بود. افشاگری‌های اسنودن بحث‌های عمومی گسترده‌ای را پیرامون مسائل امنیتی، حریم خصوصی و قانونی که در نظارت آژانس امنیت ملی آمریکا بر ارتباطات شهروندان آمریکایی ذاتی است، ایجاد کرده‌است. سوابق عبارتند از: تلاش‌های کاخ سفید و دفتر رئیس اطلاعات ملی برای توضیح، توجیه و دفاع از برنامه‌ها. مکاتبات بین منتقدان خارجی و مقامات قوه مجریه؛ برگه اطلاعات و اوراق سفید توزیع شده (و گاهی اوقات بعداً پس گرفته شده) توسط دولت. قوانین کلیدی و تصمیمات دادگاه (هم دیوان عالی و هم دادگاه نظارت بر اطلاعات خارجی)؛ اسناد مربوط به برنامه آگاهی کامل از اطلاعات (بعدها آگاهی از اطلاعات تروریستی یا حمله ایسکمیک گذرا)، پیشنهاد قبلی برای جمع‌آوری داده‌های عظیم کتابچه راهنمای نحوه بهره‌برداری از اینترنت برای اطلاعات است."

## تحقیقات خارجی و انتشار اسناد
تحقیقات متعددی به رهبری کمیته کلیسا، کمیسیون راکفلر و کمیته پایک در مورد سیا انجام شده‌است وبسیاری ازاسناد ازطبقه بندی خارج شده‌اند.

## تأثیرگذاری بر افکار عمومی و اجرای قانون
زمانی که بر سرقانونی بودن برنامه‌های مخفی خاص اختلاف نظر وجود دارد، سیا گاهی خود را در تضاد با سایر بخش‌های دولت می‌بیند. همیشه این خطر وجوددارد که بخشی از دولت عملیات مخفیانه بخشی دیگر از دولت را علنی کند.

## استخدام نازی‌ها توسط سیا

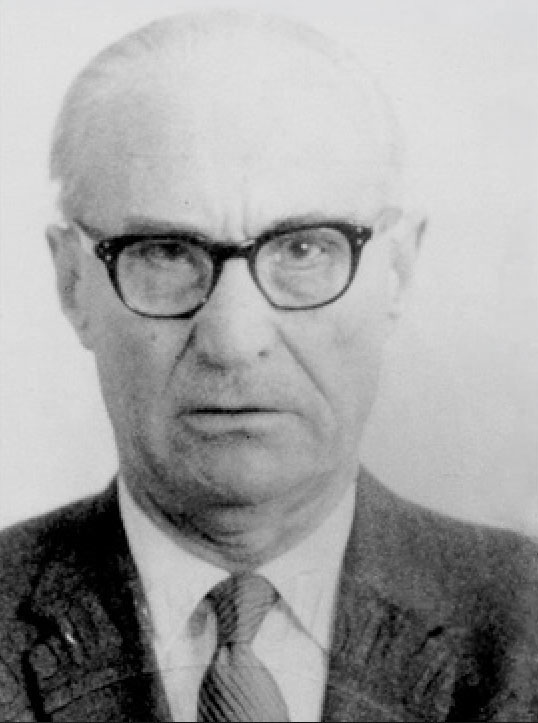
الکساندراس لیلیکیس، فرمانده واحد نازی که بر قتل ۶۰۰۰۰ یهودی در لیتوانی نظارت داشت، بعداً برای سیا کار کرد.

در سال ۲۰۱۴،نیویورک تایمز گزارش داد که «در دهه‌های پس از جنگ جهانی دوم، سیا و سایر آژانس‌های ایالات متحده حداقل هزار نازی را به عنوان جاسوس و مخبر جنگ سرد به کار گرفتند و اخیراً در دهه۱۹۹۰، روابط دولت با سوابق و مصاحبه‌های تازه فاش شده نشان می‌دهد که برخی هنوز در آمریکا زندگی می‌کنند."
به گفته تیموتی نفتالی، نگرانی اصلی سیا [در به خدمت گرفتن همکاران سابق نازی‌ها] به اندازه میزان گناه جنایتکار نبود، بلکه احتمال اینکه گذشته جنایتکارانه مأمور مخفی بماند. : 365 

## قاچاق مواد مخدر
دو دفتر از اداره تحلیل سیا در این زمینه مسئولیت‌های تحلیلی دارند. دفتر مسائل فراملیاز تخصص عملکردی منحصربه‌فرد برای ارزیابی تهدیدهای موجود و در حال ظهور علیه امنیت ملی ایالات متحده استفاده می‌کند و به بلندپایه‌ترین سیاست‌گذاران، برنامه‌ریزان نظامی، و مجریان قانون، تجزیه و تحلیل، هشدار و پشتیبانی بحران ارائه می‌کند.
مرکز جرایم و مواد مخدر سیااطلاعاتی را در مورد قاچاق بین‌المللی مواد مخدر و جرایم سازمان یافته برای سیاست گذاران و جامعه مجری قانون تحقیق می‌کند. از آنجایی که سیا هیچ مرجع پلیس داخلی ندارد، اطلاعات تحلیلی خود را به اداره تحقیقات فدرال(FBI)، اداره مهاجرت و گمرک(ICE) و سایر سازمان‌های مجری قانون، مانند اداره مبارزه با مواد مخدر(DEA)و اداره امور خارجی ارسال می‌کند. کنترل دارایی‌های وزارت خزانه داری ایالات متحده(OFAC).
بخش دیگری از سیا، اداره عملیات، اطلاعات انسانی(HUMINT) را در این مناطق جمع‌آوری می‌کند.
تحقیقات دکتر آلفرد دبلیو مک کوی، گری وب و دیگران به دخالت سیا در قاچاق مواد مخدر در سراسر جهان اشاره کرده‌است، اگرچه سیا رسماً چنین اتهاماتی را رد می‌کند.

## ادعا شده که به کنگره دروغ گفته‌است
نانسی پلوسی، رئیس مجلس نمایندگان ایالات متحده، گفته‌است که سیا از سال۲۰۰۱ مکرراً کنگره را در مورد شکنجه‌های آبی و سایر شکنجه‌ها گمراه کرده‌است، اگرچه پلوسی اعتراف کرده‌است که در مورد برنامه‌ها به او گفته شده‌است.شش عضو کنگره ادعا کرده‌اند که لئون پانتا، مدیر سیا، اعتراف کرده‌است که سیا از سال۲۰۰۱ در یک دوره چند ساله، کنگره را فریب داده‌است، از جمله دروغ مثبت به کنگره.برخی از اعضای کنگره معتقدند که این دروغ‌ها به کنگره مشابه دروغ‌های سیا به کنگره در دوره‌های قبل است.
در اوایل دهه ۱۹۹۰، ریچارد بارلو از مدیرانش خواست تا زمانی که اظهارات نادرست آشکار به کنگره داده شده بود، سوابق را تصحیح کنند. این دروغ رسمی تنها پس از آن علنی شد که بارلو از وزارت دفاع ایالات متحده به دلیل فسخ نادرست شکایت کرد.

## ویرایش ویکی‌پدیا
در سال۲۰۰۷، پایگاه داده‌ای که اکنون از بین رفته‌است ویکی اسکنر فاش کرد که از رایانه‌های سیا برای ویرایش مقالات در ویکی‌پدیای انگلیسی، از جمله مقاله جنگ عراق در سال۲۰۰۳، و مقاله دربارهٔ مدیر اجرایی سابق سیا، ویلیام کولبی، استفاده شده‌است. سخنگوی ویکی‌پدیا در پاسخ گفت که این تغییرات ممکن است دستورالعمل‌های تضاد منافع دایرةالمعارف را نقض کند. جورج لیتل، سخنگوی سیا گفت که نمی‌تواند تأیید کند که آیا از رایانه‌های سیا برای ایجاد این تغییرات استفاده شده‌است یا خیر، و مدعی شد که «آژانس همیشه انتظار دارد از سیستم‌های رایانه ای خود به‌طور مسئولانه استفاده شود.»

## برنامه‌های مخفی از کنگره پنهان شده‌است
در ۱۰ ژوئیه۲۰۰۹،یان شاکووسکی، نماینده رئیس کمیته اطلاعاتی مجلس نمایندگان آمریکا، پایان یک برنامه مخفی ناشناس سیا را اعلام کرد که ماهیت آن «بسیار جدی» توصیف شده بود و به مدت هشت سال از کنگره مخفی نگه داشته شده بود.
اینطور نیست که این یک سهل انگاری بوده و در طول سال‌ها فقط دفن شده‌است. تحت نظر چندین مدیر سیا و دولت تصمیم گرفته شد که به کنگره نگویند.
یان شاکوفسکی، رئیس کمیته فرعی اطلاعات مجلس نمایندگان ایالات متحده
پانتا، رئیس سیا، دستور داده بود که تحقیقات داخلی انجام شود تا مشخص شود چرا کنگره از این برنامه مخفی مطلع نشده‌است. سیلوستر ریس، نماینده کمیته اطلاعات مجلس نمایندگان آمریکا اعلام کرد که در حال بررسی تحقیقاتی دربارهٔ نقض ادعایی سیا از قانون امنیت ملی است که به استثنای محدودی مستلزم اطلاع کنگره از فعالیت‌های مخفیانه است. رئیس کمیته فرعی تحقیقات و نظارت، شاکووسکی، نشان داد که درخواست تحقیقات کنگره را به رئیس کمیته منتخب دائمی اطلاعات مجلس نمایندگان، سیلوستر ریس، ارسال خواهد کرد.
"کارگردان پانتا دو هفته پیش به ما اطلاع داد من فکر می‌کنم در ۲۴ ژوئن بود و همانطور که گزارش شده بود به ما گفت که به او گفته شده‌است که معاون رئیس جمهور دستور داده‌است که برنامه را به اطلاع کنگره نرسانند."
دایان فاینشتاین، رئیس کمیته اطلاعاتی منتخب سنای ایالات متحده
مطابق با عنوان ۵۰قانون ایالات متحده، فصل۱۵، فصل فرعی سوم، زمانی که لازم است دسترسی به یافته‌های عملیات مخفی که می‌تواند بر منافع حیاتی ایالات متحده تأثیر بگذارد محدود شود، رئیس‌جمهور باید در اسرع وقت حداقل به باند گزارش دهد. از هشت (رهبران هر یک از دو حزب از هر دو مجلس سنا و مجلس نمایندگان، و روسای و اعضای رتبه‌بندی هر دو کمیته سنا و کمیته اطلاعات مجلس نمایندگان). انتظار می‌رود که مجلس از لایحه مجوز اطلاعات در سال۲۰۱۰ حمایت کند که شامل ماده ای می‌شود که رئیس‌جمهور را ملزم می‌کند تا بیش از ۴۰عضو کنگره را در مورد عملیات مخفی مطلع کند. دولت اوباما تهدید کرد که نسخه نهایی لایحه ای را که شامل چنین ماده ای است، وتو خواهد کرد. در ۱۶ ژوئیه۲۰۰۸، لایحه مجوز اطلاعات مالی۲۰۰۹ با اکثریت مجلس تصویب شد که حاوی شروطی بود مبنی بر اینکه ۷۵درصد از پولی که برای اقدامات مخفیانه جستجو می‌شود تا زمانی که همه اعضای پانل اطلاعاتی مجلس در مورد اقدامات پنهانی حساس مطلع شوند، نگه داشته می‌شود. در دولت جورج دبلیو بوش، مشاوران ارشد رئیس‌جمهور بیانیه ای صادر کردند که نشان می‌داد اگر لایحه ای حاوی این ماده به دست رئیس‌جمهور برسد، به وی توصیه می‌کنند که این لایحه را وتو کند.
این برنامه در رابطه با درزهای منتشر شده توسط مقامات دولتی ناشناس در ۲۳ ژوئیه شایعه شده بود که یک برنامه ترور است، اما این مورد تأیید نشده باقی می‌ماند. «کل کمیته مات و مبهوت بود. آنا اشو، رئیس کمیته فرعی مدیریت جامعه اطلاعاتی، کمیته منتخب دائمی اطلاعات مجلس نمایندگان آمریکا اظهار داشت: من فکر می‌کنم این موضوع به همان اندازه جدی است که می‌شود.
ادعاهای کارگردان پانتا نشان می‌دهد که جزئیات یک برنامه مخفی ضد تروریسم به دستور دیک چنی معاون رئیس‌جمهور سابق آمریکا از کنگره پنهان شده‌است. این امر باعث شد تا سناتورهای دایان فاینستاین و پاتریک لیهی، رئیس کمیته قضایی سنا تأکید کنند که هیچ‌کس نباید خارج از قانون باشد.پل گیمیگلیانو، سخنگوی آژانس گفت: «آژانس دربارهٔ ماهیت این تلاش که محرمانه باقی مانده‌است، به‌طور علنی صحبت نکرده‌است.
وال استریت ژورنال بنقل از مقامات اطلاعاتی سابق که با این موضوع آشنا بودند گزارش داد که این برنامه تلاشی برای اجرای مجوز ریاست جمهوری درسال۲۰۰۱برای دستگیری یا کشتن عوامل القاعده بود.

## تحقیق کمیته اطلاعات
در ۱۷ ژوئیه۲۰۰۹، کمیته اطلاعات مجلس نمایندگان آمریکا اعلام کرد که تحقیقات دربارهٔ برنامه مخفی را آغاز کرده‌است.نماینده سیلوستر ریس اعلام کرد که این تحقیقات رسیدگی خواهد کرد که آیا در گذشته تصمیم یا جهتی برای پنهان کردن اطلاعات از کمیته وجود داشته‌است یا خیر.
"آیا امتحان دادن فرزندتان در مدرسه مانعی برای یادگیری رایگان اوست؟" هولت گفت."مطمئناً، برخی از مردم هستند که خوشحال می‌شوند آژانس‌های اطلاعاتی بدون بررسی کار خود را انجام دهند. اما من فکر می‌کنم اکثر مردم وقتی در مورد آن فکر می‌کنند می‌گویند که اگر سازمان‌های اطلاعاتی به شیوه ای بررسی نشده عمل نکنند، اطلاعات بهتری خواهید داشت."
راش هولت، رئیس، هیئت نظارت بر اطلاعات منتخب مجلس، کمیته تخصیص
نماینده کنگره، یان شاکووسکی(D,IL)، رئیس کمیته فرعی نظارت و تحقیقات، که خواستار این تحقیقات شد، اظهار داشت که این تحقیقات برای رسیدگی به عدم اطلاع‌رسانی کامل یا دقیق کنگره در مورد چهار موضوع از سوی سیا انجام شده‌است: دخالت سیا در سرنگونی موشک. یک هواپیمای میسیونری با پرواز مواد مخدر در پرو در سال۲۰۰۱ اشتباه گرفته شد و دو "موضوع طبقه بندی شده" و همچنین شایعه ترورها. بعلاوه، این تحقیق احتمالاً به برنامه استراق سمع بدون مجوز دولت بوش و برنامه بازداشت و بازجویی آن می‌پردازد.رئیس اطلاعات ایالات متحده دنیس بلر در ۳ فوریه۲۰۱۰ درکمیته اطلاعات مجلس نمایندگان شهادت داد که جامعه اطلاعاتی ایالات متحده آماده است در صورت تهدید سایر آمریکایی‌ها یا ایالات متحده، شهروندان آمریکایی را بکشد.اتحادیه آزادی‌های مدنی آمریکا گفته‌است که این سیاست «بویژه نگران کننده» است زیرا شهروندان ایالات متحده «حق قانون اساسی خود را برای رسیدگی عادلانه حتی در خارج از کشور حفظ می‌کنند.» اتحادیه آزادی‌های مدنی آمریکا همچنین «نگرانی جدی خود را در مورد کمبود اطلاعات عمومی در مورد سیاست و احتمال سوء استفاده از قدرت اجرایی کنترل نشده ابراز کرد.»

## استفاده از برنامه واکسیناسیون در شکار اسامه بن لادن
این آژانس پس از استفاده از یک پزشک محلی در پاکستان برای راه‌اندازی یک برنامه واکسیناسیون هپاتیتB در ابوت آباد در سال۲۰۱۱ برای به دست آوردن نمونه‌های دی ان ای از ساکنان مجتمعی که گمان می‌رفت بن لادن در آن زندگی می‌کرده بود، استفاده کرد و به امید به دست آوردن نمونه‌هایی از بن لادن،انتقادات گسترده‌ای را برانگیخت. لادن یا فرزندانش برای تأیید حضورش. مشخص نیست که آیا دی ان ای مفیدی از این برنامه به دست آمده‌است یا خیر، اما موفقیت‌آمیز تلقی نمی‌شود. دکتر بعداً دستگیر و به اتهامات غیرمرتبط به حبس طولانی مدت محکوم شد. سازمان پزشکان بدون مرز از سازمان سیا به دلیل بخطر انداختن و تضعیف اعتماد به کارکنان پزشکی انتقاد کردو نیویورک تایمز گزارش داد که اقدام سیا مقاومت در برابر برنامه‌های واکسیناسیون در پاکستان را افزایش داده‌است.

## جستجوی نادرست رایانه‌های مورد استفاده بازرسان سنا
در ژوئیه۲۰۱۴،جان او. برنان، رئیس سیا مجبور شد از قانونگذاران عذرخواهی کند، زیرا پنج کارمند سیا (دو وکیل و سه متخصص کامپیوتر) به‌طور مخفیانه پرونده‌های کمیته اطلاعات سنا را جست و جو کرده و ایمیل برخی از کارکنان کمیته را در رایانه‌هایی که قرار بود وجود داشته باشند، بررسی کرده بودند. منحصراً برای بازرسان کنگره برنان دستور ایجاد یک هیئت داخلی پرسنل به رهبری سناتور سابق ایوان بای را داد تا رفتار کارکنان آژانس را بررسی کند و «اقدامات انضباطی احتمالی» را تعیین کند. با این حال، بر اساس برخی گزارش‌ها، برنان به‌خاطر جاسوسی یا انجام هیچ کار اشتباهی عذرخواهی نکرد، حتی با وجود اینکه آژانس او به‌طور نادرست به رایانه‌های کمیته اطلاعاتی منتخب سنا (SSCI) و سپس به قول دن فرومکین، گزارشگر تحقیقی دسترسی داشته‌است."دروغ گفتن". این اتهام بر اساس انکار قبلی رئیس سیا در مورد ادعاهای سناتور دایان فاینشتاین مبنی بر اینکه جستجوی مخفیانه سیا از رایانه‌های کمیته اطلاعاتی منتخب سنا انجام شده، نامناسب بوده‌است، یا «نقض اصول تفکیک قوا مندرج در قانون اساسی ایالات متحده، از جمله سخنرانی و سخنرانی است. بند بحث " یا قوانین دیگر.

## استعفای مقامات و عواملی که برای دونالد ترامپ کار نمی‌کنند
در فوریه۲۰۱۷، گزارش‌هایی منتشر شد مبنی بر اینکه کارشناسان کلیدی سیا به دلیل اینکه برای دونالد ترامپ، رئیس‌جمهور آمریکا کار نمی‌کنند، استعفا می‌دهند. میدل ایست آی گزارش داد که دو عامل آمریکایی، که حلقه‌های جاسوسی در داعش را اداره می‌کردند، استعفا داده‌اند، زیرا «نمی‌خواستند مخاطبانی را که برای آنها کار می‌کردند، قربانی بی‌کفایتی و تعصبات ضد مسلمانان از درون ترامپ ببینند. حلقه داخلی."ند پرایس، یکی از مقامات سیا از سال ۲۰۰۶، هنگامی که مقاله ای را در واشینگتن پست منتشر کرد و توضیح داد که چرا خود را با استعفا غافلگیر کرد، پس از اینکه دریافت که ترامپ از بازدیدش از مقر سیا برای موضع‌گیری‌های سیاسی حزبی استفاده می‌کند، جنجال برانگیخت.

## افشای ابزارهای سایبری سیا توسط ویکی لیکس
در مارس ۲۰۱۷،ویکی لیکس بیش از ۸۰۰۰سند در مورد سیا منتشر کرده‌است. اسناد محرمانه، با نام رمز والت ۷، مربوط به سال‌های۲۰۱۳–۲۰۱۶، شامل جزئیاتی در مورد قابلیت‌های نرم‌افزاری سیا، مانند توانایی به خطر انداختن خودروها، تلویزیون‌های هوشمند، مرورگرهای وب (از جمله گوگل کروم، مایکروسافت اج، فایرفاکس، و اپرا) بود)، و سیستم عامل اکثر گوشی‌های هوشمند (از جمله آی‌اواس
اپل و اندروید گوگل)، و همچنین سیستم عامل‌های دیگر مانند مایکروسافت ویندوز، مک‌اواس و لینوکس. ویکی لیکس نام منبع را ذکر نکرد، اما گفت که این پرونده‌ها «به صورت غیرمجاز بین هکرها و پیمانکاران دولت سابق ایالات متحده دست به دست شده‌است که یکی از آنها بخشی از آرشیو را در اختیار ویکی لیکس قرار داده‌است.»
در یک سخنرانی در سال ۲۰۱۷ در خطاب به مرکز مطالعات استراتژیک و بین‌المللی، مایک پمپئو، مدیر سیا، ویکی لیکس را به عنوان "یک سرویس اطلاعاتی متخاصم غیر دولتی که اغلب توسط بازیگران دولتی مانند روسیه حمایت می‌شود" نام برد. وی همچنین گفت: «این که به آنها فضایی بدهیم تا ما را با اسرار ناروا درهم بشکنند، انحراف آن چیزی است که قانون اساسی بزرگ ما مطرح می‌کند. اکنون تمام می‌شود."
- 978-0394430775